# Stay Sick!
Albums de The Cramps
Rockin n Reelin in Auckland New Zealand
(1987) Look Mom, No Head!
(1991)
Stay Sick! est le cinquième album studio du groupe américain The Cramps. Au fur et à mesure de ses rééditions successives en CD, il fut finalement enrichi de 6 titres bonus [pistes 13 à 18].

## Titres
1. Bop Pills
2. God Damn Rock & Roll
3. Bikini Girls with Machine Guns
4. All Women Are Bad
5. The Creature from the Black Leather Lagoon
6. Shortnin' Bread
7. Daisys Up Your Butterfly
8. Everything Goes
9. Journey to the Center of a Girl
10. Mama Oo Pow Pow
11. Saddle Up a Buzz Buzz
12. Muleskinner Blues
13. Her Love Rubbed Off
14. Her Love Rubbed Off [Live]
15. Bikini Girls with Machine Guns [Live]
16. Beat Out My Love
17. Jailhouse Rock
18. Jackyard Backoff